# Deurze
Deurze is een dorp in de gemeente Aa en Hunze, provincie Drenthe (Nederland). Het dorp tussen Assen en Rolde telt 90 inwoners (1 januari 2023).